# 제1차 이탈리아-에티오피아 전쟁
제1차 이탈리아-에티오피아 전쟁은 이탈리아 왕국과 에티오피아 제국 간의 전쟁으로 1895년부터 1896년까지 이어졌다. 이탈리아 왕국이 주장하는 영토가 이탈리아의 보호령이 된 논란의 조약이 전쟁의 불씨였다. 에티오피아 제국의 지도자 메넬리크 2세는 이탈리아 왕국의 예상과는 달리 그의 전통적인 적대자들로부터 지지를 받고 있었고, 1893년 이탈리아 왕국이 이탈리아령 에리트레아에서 에티오피아 제국을 침공했을 때 에티오피아군의 잘 조직된 전선과 마주했다. 더욱이 프랑스 제3공화국, 러시아 제국이 군사고문관과 훈련관을 에티오피아에 파견했고, 이탈리아를 식민지 경쟁으로부터 제외시키기 위해 무기도 판매했다. 전면전은 1895년 발발했는데, 이탈리아군은 에티오피아군을 상대로 승리를 거두었지만 에티오피아군이 이탈리아군의 주요 거점에 반격을 가했고, 메켈레에 있는 이탈리아의 요새를 포위하면서 이탈리아군은 항복했다. 이탈리아군은 아두와 전투 이후 패배를 거듭했고, 이후 에리트레아로 철수했다.
이 전투는 서구 식민주의자들을 상대로 아프리카인이 얻은 첫 승리는 아니었지만, 국가 전체에서 식민화를 막은 첫 군사적 노력이었다는 점에서 그 의미가있다. 이 전쟁 이후 아프리카 대륙의 독립 국가는 에티오피아 제국과 라이베리아 밖에 없었으며, 조나스에 따르면 "유럽의 거침 없는 확장에서 에티오피아는 홀로 그들의 독립을 성공적으로 지켜낼 수 있었다."

## 같이 보기
- 아두와 전투
- 제2차 이탈리아-에티오피아 전쟁